# Ernst Verduin
Ernst Verduin (Amsterdam, 22 juni 1927 – Tiel, 10 december 2021) was een Nederlands bedrijfseconoom en een van de laatste Nederlandse Auschwitz-overlevenden.

## Levensloop
Verduin werd geboren in een Joods gezin in Amsterdam en groeide vanaf 1935 op in Bussum. Hij volgde Het Baarnsch Lyceum. Tijdens de bezetting werd het gezin in 1942 gedwongen naar Amsterdam te verhuizen. De Verduins zouden op 22 januari 1943 onderduiken, maar werden acht dagen eerder opgepakt en via de Hollandsche Schouwburg naar Kamp Vught afgevoerd. Ernst was toen vijftien jaar.
In september 1943 werd hij met zijn zus Wanda via Kamp Westerbork naar Auschwitz gedeporteerd. De zestienjarige Verduin werd daar voor de gaskamer geselecteerd. Maar hij had in Kamp Vught van een SS-er over de gaskamers gehoord en voegde zich ongezien bij een werkcommando voor Monowitz. Hij werkte onder andere in de moestuin van de SS, als bouwvakker bij de aanleg van een waterzuiveringsinstallatie en bij de kampadministratie.

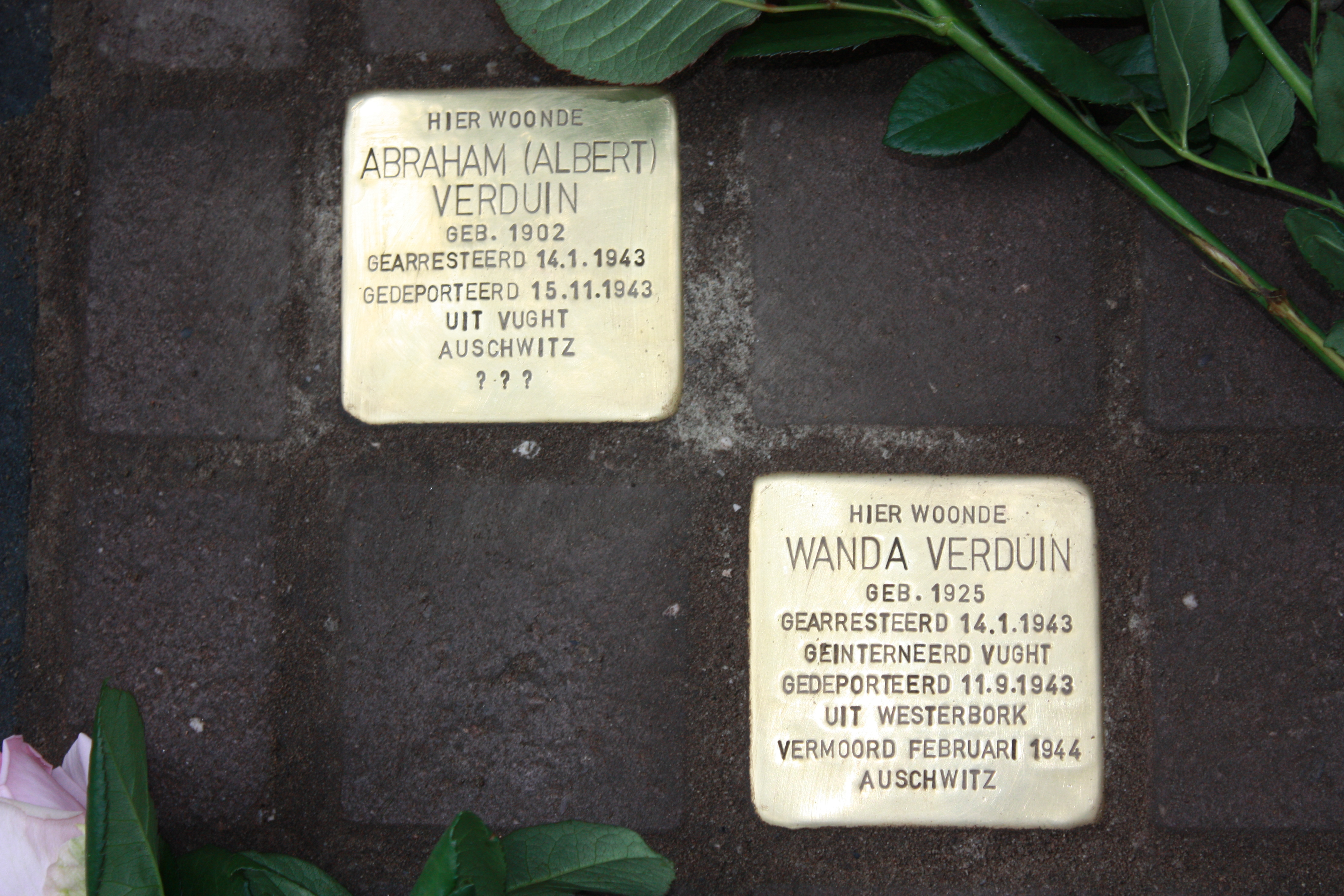
Stolpersteine voor de vader en zus van Ernst Verduin

In januari 1945 liep Verduin in een dodenmars naar Gleiwitz, waar hij op de trein naar Buchenwald werd gezet. Verduin was niet besneden en kon daarom in Buchenwald voor niet-Joods doorgaan. Hij kwam in de Hollandse barak terecht en werd op 11 april 1945 door het Amerikaanse leger bevrijd. In augustus 1945 werd hij met zijn moeder herenigd, die ook diverse kampen had overleefd; zijn vader en zus hadden de oorlog niet overleefd. Op 26 juli 2011 werden in Bussum Stolpersteine voor hen gelegd.
Na de oorlog maakte hij op Het Baarnsch Lyceum het gymnasium af en werkte een paar jaar in de dameshoedenfabriek van zijn vader en een half jaar in Scandinavië. Vervolgens ging hij economie studeren aan de Universiteit van Amsterdam. In 1957 stond hij op het punt te emigreren naar de Verenigde Staten, toen hij Anneke Scheffer ontmoette, zijn latere vrouw. Zij bleven in Nederland, trouwden en kregen twee kinderen. Tot hij op zijn zestigste met VUT ging, werkte hij bij verschillende werkgevers en tot zijn tachtigste werkte hij als zelfstandig pensioenadviseur.
Tot op hoge leeftijd hield hij lezingen en gastlessen over zijn ervaringen, als waarschuwing tegen discriminatie en intolerantie. In 2015 en 2020 vertegenwoordigde hij de Nederlandse overlevenden bij de jaarlijkse herdenking in Auschwitz. In 2019 stopte hij met vertellen over zijn geschiedenis; hij hoopte dat zijn dochter dat zou voortzetten. In 2020 las hij nog wel een deel van de namen voor van de 102.000 Joden, Roma en Sinti uit Nederland die in de Tweede Wereldoorlog om het leven kwamen.
In 2020 maakte de Lotty Veffer Foundation de educatieve documentaire Ogen die Auschwitz zagen voor hulpverleners, verplegenden en verzorgenden van mensen met een oorlogstrauma, met een portret van Ernst Verduin en Lotty Huffener-Veffer.
Verduin was ridder in de Orde van Oranje-Nassau. Hij overleed op 94-jarige leeftijd.

## Autobiografie
- Verduin, Ernst, Matthijs Smits (oktober 2015). Over leven. Verbum, pp. 103. ISBN 9789074274760.